# Svärtinge
Svärtinge is een plaats in de gemeente Norrköping in het landschap Östergötland en de provincie Östergötlands län in Zweden. De plaats heeft 2410 inwoners (2005) en een oppervlakte van 373 hectare.